# Petes de Peterborough
Les Petes de Peterborough sont une équipe junior de hockey sur glace du Canada. L'équipe basée en Ontario à Peterborough évolue depuis 1956 dans la Ligue de hockey de l'Ontario, elle-même faisant partie de la Ligue canadienne de hockey.

## Logos successifs

Logo de 1956/57 à 2013/14
Logo depuis 2014/15